# Quinn Sullivan
 (janvier 2021).
Pour les articles homonymes, voir Sullivan.
Quinn Sullivan, né le 26 mars 1999 à New Bedford, dans le Massachusetts, est un guitariste américain de blues qui se fait d’abord connaître comme enfant prodige. Il sort son premier album Cyclone en 2011.

## Biographie

### Influence familiale
La famille de Quinn joue un rôle important dans sa formation musicale. Son père, Terry Sullivan, batteur dans un groupe de reprises du groupe Grateful Dead, expos Quinn aux sons de la guitare basse et au rock, ce qui nourri son intérêt pour la musique et le blues et est déterminant dans son développement.

### Parcours et reconnaissance précoce
Quinn Sullivan commence à prendre ses premières leçons de guitare à 5 ans. Il apprend avec Brian Cass de l'Overclock Orchestra, et le groupe Toe Jam Puppet Band tout comme Stan Berlmarce. La première chanson originale qu'il a écrite avec Chris Waters s'appelle Sing, Dance, Clap Your Hands. Sullivan attire pour la première fois l'attention des médias nationaux à l'âge de 6 ans lorsqu'il fait une apparition dans le Ellen DeGeneres Show. Il reçoit encore plus d'attention lorsque Buddy Guy lui demande de venir sur scène et de jouer pendant un concert au théâtre Zeiterion, à New Bedford dans le Massachusetts en 2007.
Depuis, Quinn s'est produit sur scène aussi bien avec Guy qu'avec B. B. King et a joué dans des salles de concert comme le Beacon Theatre à New York, l'Orpheum Theatre (en) à Boston, et le Buddy Guy's Legends à Chicago. En 2008, Sullivan est apparu dans le Oprah Winfrey Show et fut présenté dans le Today Show sur NBC en juillet 2009.
En 2009, il fait la première partie de Buddy Guy dans sa tournée estivale sur la côte est, jouant son propre morceau au populaire festival de musique d'été Lollapalooza, tout comme au Austin City Limits Music Festival (en) en octobre. En 2011, il apparaît dans l'émission de télévision Jimmy Kimmel Live!. Il fait partie du spectacle Crossroads avec Eric Clapton et compagnie en 2013, où il interprète un morceau à nouveau avec Buddy Guy.
Sullivan fait une apparition sur l'album de Buddy Guy Skin Deep, nommé aux Grammy Awards et sorti en 2008. Son solo peut être écouté sur la chanson Who's Gonna Fill Those Shoes. Son single, Summer of Love, est sorti en 2009.

## Discographie

### Albums
- 2011 : Cyclone
- 2013 : Getting There
- 2016 : Midnight Highway
- 2021 : Wide Awake
- 2024 : Salvation

### Singles
- 2009 : Summer of Love

### Traduction
- (en) Cet article est partiellement ou en totalité issu de l’article de Wikipédia en anglais intitulé « Quinn Sullivan » (voir la liste des auteurs).